# Secrétaire d'État (Ancien Régime)
Pour les articles homonymes, voir Secrétaire d'État (France).
Secrétaire d'État était la désignation officielle sous l'Ancien Régime d'officiers de la Couronne au rôle équivalent à celui des directeurs d'administration centrale ou des directeurs de cabinet des ministres actuels.
Chaque secrétaire d'État était responsable initialement d’un département géographique, c’est-à-dire un ensemble de provinces et des pays étrangers dans le prolongement desdites provinces (le secrétaire d'État qui avait dans son département la Guyenne était par exemple responsable des expéditions avec l'Espagne).
Les compétences furent ensuite réparties par département spécialisé, c'est-à-dire par champ de compétence fonctionnel (Maison du roi, Affaires étrangères, Guerre, Marine, etc.). La première spécialisation monothématique date de 1588 avec l'arrivée de Louis Revol au poste de secrétaire d'État des Affaires étrangères, en remplacement de Nicolas de Neufville, seigneur de Villeroy.
Dans leurs différents départements, les secrétaires d’État conseillaient le souverain, contresignaient et expédiaient les décisions royales (déclarations et édits).

## Genèse: organisation par quartiers
Du règne d'Henri Ier (1031) à celui de Louis VIII (1226), les chartes et les lettres du roi, actes de gouvernement royal décidés après délibération en Conseil du roi de France, étaient souscrites par les grands officiers  de la couronne de France : le chancelier (administrateur de la justice et garde des grands et petits sceaux), le connétable (administrateur et chef des armées), le grand maître (chef et surintendant général de la Maison du roi), le chambrier ou grand chambellan (garde du sceau secret), et le grand bouteiller (gestionnaire des approvisionnements de la cour). À partir de 1320, les chanceliers cessèrent de signer les lettres mais continuaient à y apposer le sceau.
Philippe le Bel avait institué, en 1309, des clercs du secret, chargés de tenir la plume aux délibérations du grand conseil et d'en rédiger les actes. Jusqu'au règne de Louis XII, il est à peine question de ces fonctionnaires. Florimond Robertet fut le premier qui releva cette dignité ; il était secrétaire d'État sous Louis XII et François Ier.
Lorsque le Chancelier de France, devenu chef de la justice, prit une part réelle au gouvernement du royaume, il dut abandonner les détails du secrétariat aux clercs-notaires placés sous ses ordres.
La fonction de secrétaire d'État est créée par lettres patentes par Henri II. Le règlement du 1er avril 1547 « portant département des provinces du Royaume et des pays étrangers »
entre quatre secrétaires des commandements et des finances qui assistent au Conseil.
Au début, ils reçoivent chacun la charge d'un quartier du royaume avec les États étrangers adjacents. La charge de secrétaire d'État est non vénale. Les quatre premiers secrétaires d'État nommés ont été Guillaume Bochetel, Cosme Clausse, Jean du Thier et Claude de l'Aubespine.
Ils sont appelés secrétaires d'État en 1558,
désignation confirmée par le règlement du 21 décembre 1560.
À partir de 1578 au plus tard (règlement du 11 août 1578), le service du Conseil, désormais nommé Conseil d'État, est organisé comme il suit : le résultat est rédigé par le secrétaire des finances en quartier, apporté, dès le lendemain de la séance, au secrétaire d'État en mois et par lui lu au roi ; celui-ci le signe, le secrétaire d'État le contresigne, après quoi seulement il est loisible d'en délivrer des expéditions ; ce soin appartient aux secrétaires des finances, pour toute matière de finances, aux secrétaires d'État, pour les réponses aux cahiers des provinces, pour les commissions en matière d'impôt et, d'une manière générale, pour tout ce qui concerne le gouvernement de l'État.
La fonction a réellement pris de l'importance à partir de 1588. Dès le milieu du XVIe siècle, les quatre secrétaires d'état devinrent des personnages importants, qui contresignaient les ordonnances des rois. Ses titulaires ont alors été assimilés aux grands officiers de la Couronne.

## Organisation par département fonctionnel
Au XVIIe siècle, on substitua à la division géographique initiale des départements ministériels une répartition méthodique des affaires. Les quatre secrétaires d'État furent chargés des relations extérieures, de la guerre, de la marine et de la maison du roi. Les finances et la justice étaient dirigées par le surintendant ou contrôleur général des finances et par le chancelier; quelquefois même, lorsque le chancelier ne convenait pas à la cour, on le remplaçait par un garde des sceaux qui pouvait être révoqué.
Lors de leur apparition sous Henri II, les secrétaires d'État étaient au nombre de 4 et ils furent presque toujours ce nombre. Sous Louis XV, ce nombre fut porté à 5 à deux reprises : de septembre 1718 jusqu'à la mort du cardinal Dubois puis à partir de la fin de 1763 jusqu'en 1780 lorsqu'un cinquième département fut créé pour Bertin, essentiellement à partir d'affaires traitées auparavant par les finances.
Les secrétaires d'État étaient membres de droit du Conseil privé mais ils s'y rendaient rarement. Ceux de la Marine et des Affaires étrangères assistaient au Conseil royal de Commerce. Tous étaient membres du Conseil des Dépêches.
Le secrétaire d'État aux Affaires étrangères était traditionnellement nommé ministre d'État dès son entrée en charge. Les autres finissaient le plus souvent par se voir accorder ce titre.
Les secrétaires d'État étaient nommés par le Roi et révocables. Néanmoins, leur office était objet de finance – entre 500 000 et 900 000 livres – et faisait généralement l'objet d'un brevet de retenue permettant au titulaire d'en être remboursé par son successeur en cas de renvoi.
La fonction de secrétaire d'État fut supprimée sous la Régence, pendant le système de la polysynodie (1715-1718). Ils furent remplacés par des conseils particuliers, au nombre de sept : le Conseil de conscience (affaires morales et religieuses), le Conseil des affaires étrangères, le Conseil de la guerre, le Conseil de finances, le Conseil des affaires du dedans du Royaume, le Conseil de marine, le Conseil de commerce (décembre 1715). En 1718, le Régent rétablit la fonction de secrétaire d'État.

## Attributions
Les secrétaires d'État sont généralement quatre :
- Secrétaire d'État aux Affaires étrangères ;
- Secrétaire d'État à la Guerre ;
- Secrétaire d'État à la Marine ;
- Secrétaire d'État à la Maison du roi ;

et plus rarement cinq avec un secrétaire d'État à la Religion prétendue réformée.
Au cours de leur existence, le « secrétaire d'État aux Affaires étrangères » et le « secrétaire d'État à la Guerre » ont toujours gardé la même appellation. Ce ne fut pas le cas pour les deux ou trois autres secrétaires d'État qui ont eu des appellations variables, car devant se partager cinq départements : Marine, Paris, Clergé, Maison du roi, RPR (« religion prétendue réformée »).
Il n'y avait pas de ministère de l'Intérieur car les secrétaires d'État se répartissaient traditionnellement l'administration des provinces :
- le secrétariat d'État à la Guerre s'occupait des provinces frontalières ;
- le secrétariat d'État à la Maison du roi connaissait des pays d'États ;
- le secrétariat d'État à la Marine avait les colonies sans provinces métropolitaines, sauf de 1749 à 1754 ;
- à partir de 1747, plusieurs secrétaires d'État aux Affaires étrangères refusèrent d'être chargés de l'administration de provinces, qui furent le plus souvent attribuées à la Maison du roi.

Il n'y avait pas de ministre de la Justice, cette fonction étant remplie par le chancelier de France, ni de ministre des Finances, car il y avait un surintendant des finances ou un contrôleur général des finances.